# Okerkleurige veldridderzwam
De okerkleurige veldridderzwam (Melanoleuca cognata) is een paddenstoel. Het is een bodembewonende saprotroof op humusrijke bodems en houtsnippers; vooral op wat ruderale plekken in parken, tuinen, akkers en bermen. In Nederland is de zwam voor 1970 nooit aangetroffen, maar sindsdien breidt de soort zich gestaag uit.

## Kenmerken

### Uiterlijke kenmerken
Hoed
De hoed heeft een diameter van 5-15 cm. Aanvankelijk is deze convex, daarna wordt hij plat met een stompe umbo in het midden. De rand is eerst stomp, maar later recht. Het oppervlak is droog en glad en niet hygrofaan, de kleur varieert van karamel via oker tot donkerbruin.
Lamellen
De lamellen staan dicht opeen ze zijn met een bocht aangehecht aan de steel. De kleur is aanvankelijk wit, spoedig geelachtig roze tot geelbruin of lichtbruin. Er zijn 65 grote lamellen die aan de steel rijken (I=1-3).
Steel
De steel heeft een lengte van 50-140 mm en een dikte van 6-11 mm. Het is cilindrisch en langvezelig. Vaak is de basis verdikt. De kleur is iets lichter dan de hoed. Het basaal mycelium is wit.
Smaak en geur
De zwam heeft een milde smaak en een onopvallende geur. De zeer zeldzame variëteit nauseosa heeft een sterke, onaangename zoetige geur en smaak.
Sporenprint
De sporenprint is wit tot roomkleurig.

### Microscopische kenmerken
De basidia zijn viersporig, clavaat en meten 25-40 x 8-10 micron. De sporen zijn elliptisch, geornamenteerd met kleine amyloïde wratjes, met afmeting 7-10 × 4,5–6,5 μm (Q=1,4 tot 1,9, Qav=1,6 tot 1,7). Pleurocystidia en cheilocystidia overvloedig aanwezig verschillend gevormd. Ze zijn dunwandig, hyaliene, lancetvormig en sommige cystiden zijn op de top bezet met kristallen. De cheilocystidia hebben de afmeting 40-75 x 10-15 μm.

## Verspreiding
De meeste vindplaatsen van de soort liggen in Europa en Noord-Amerika . In Nederland en België komt de okerkleurige veldridderzwam matig algemeen voor. De vruchtlichamen groeien in het vroege voorjaar en de late herfst.

## Naam
De geslachtsnaam Melanoleuca komt van de Oudgriekse woorden melas, wat zwart betekent en leucos wat wit betekent. De soortaanduiding cognata betekent letterlijk 'geboren met', vaak geïnterpreteerd als 'verwant', wat betekent dat hij nauw verwant is.

## Foto's

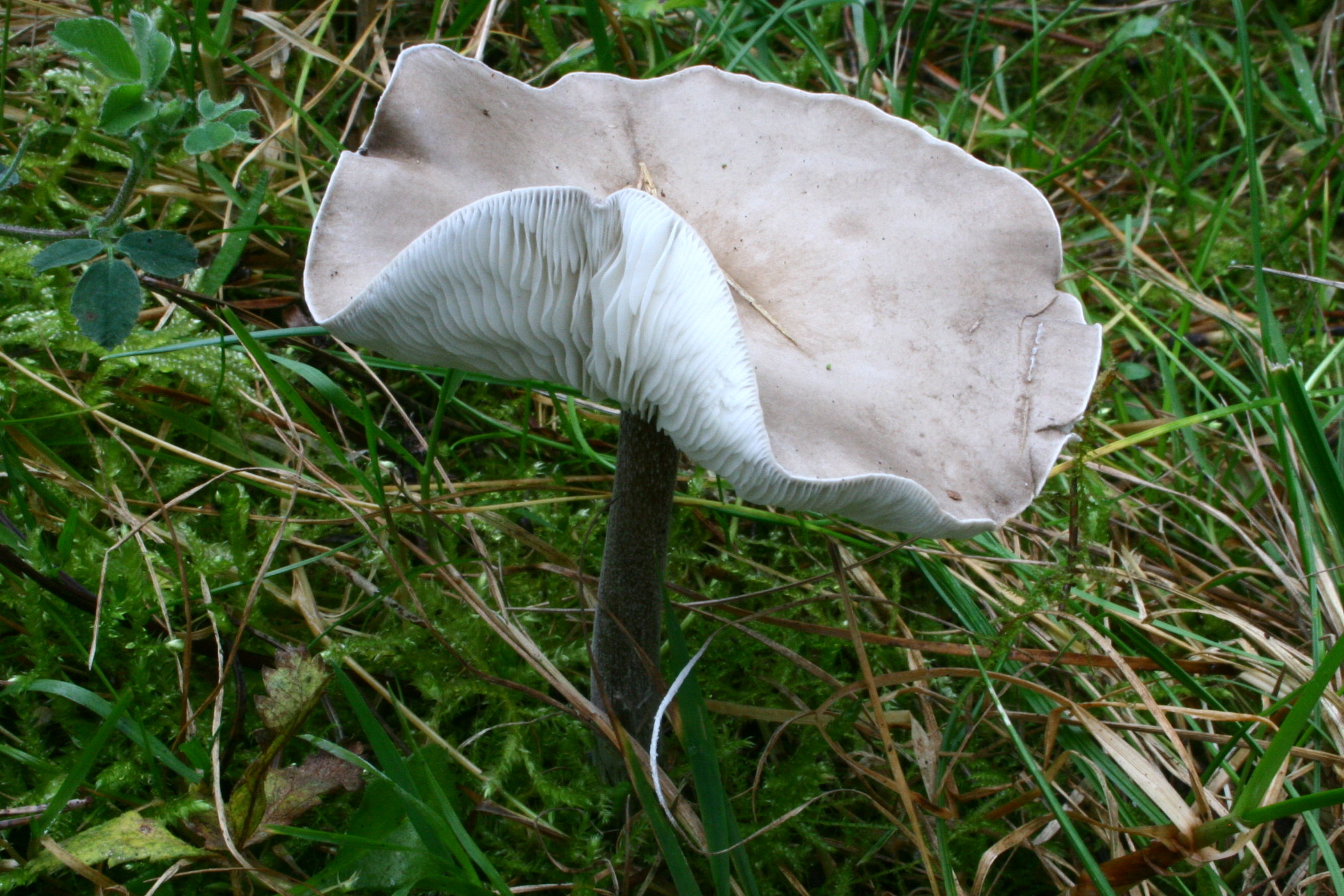
Hoed
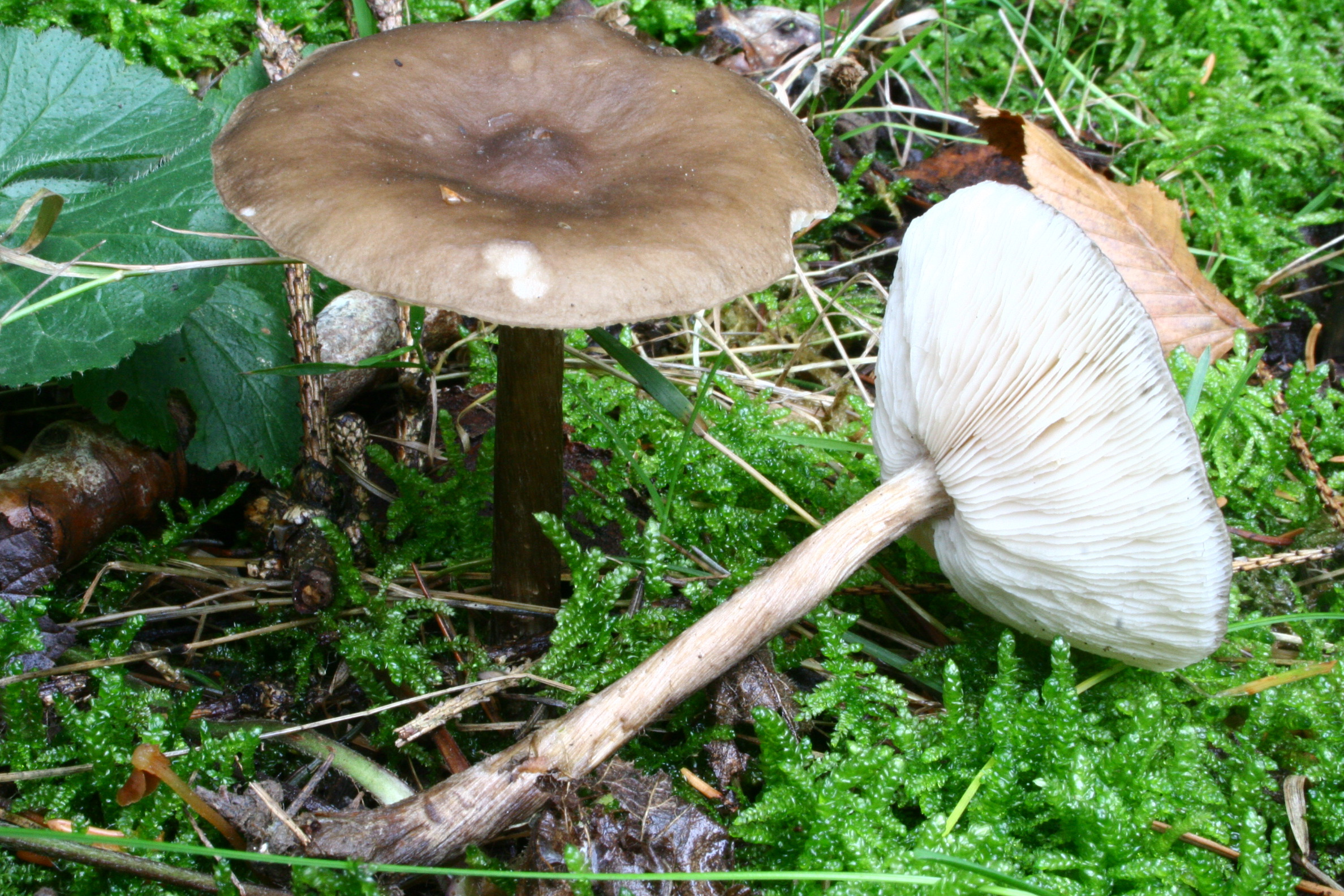
Hoed met umbo
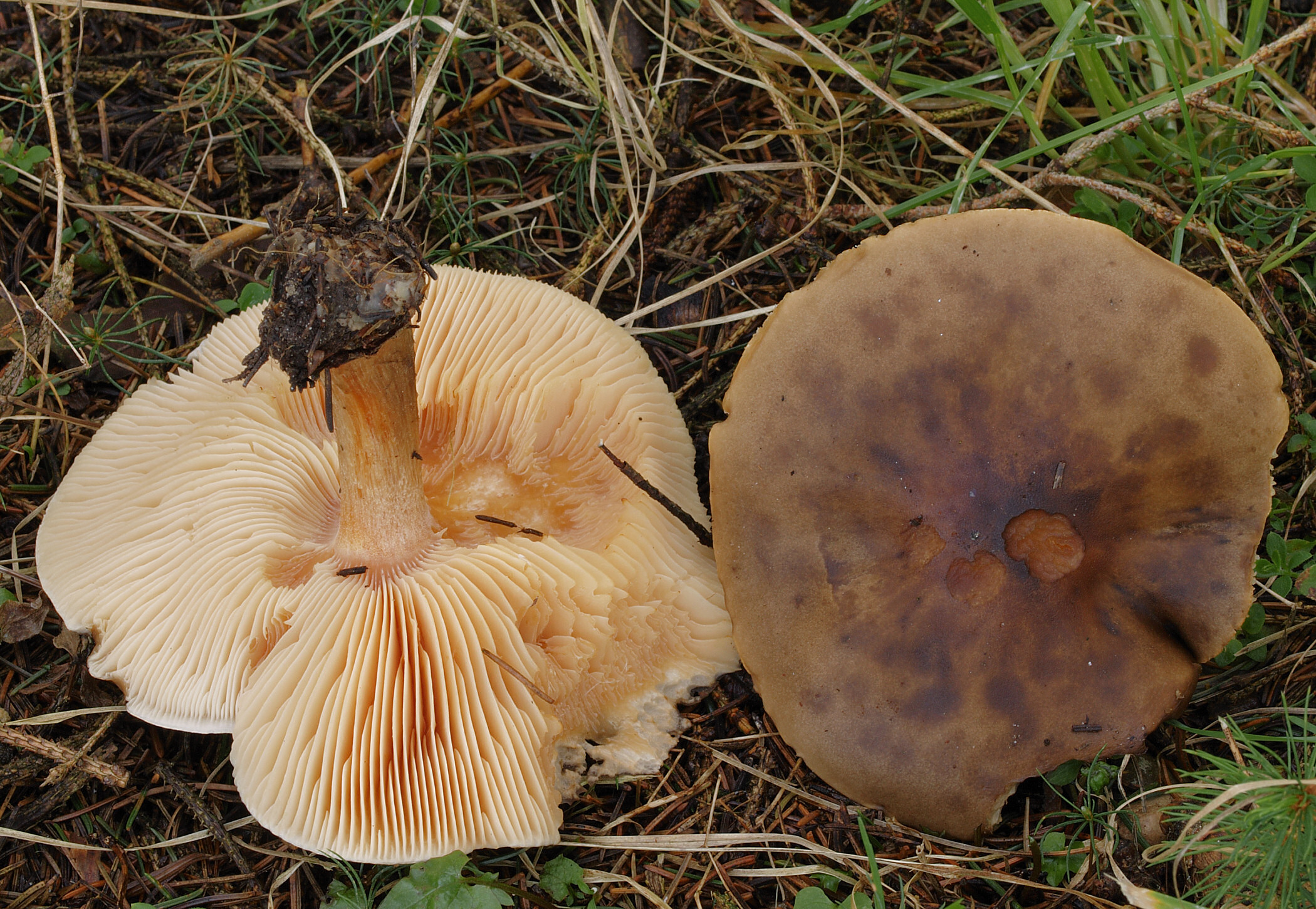
Lamellen
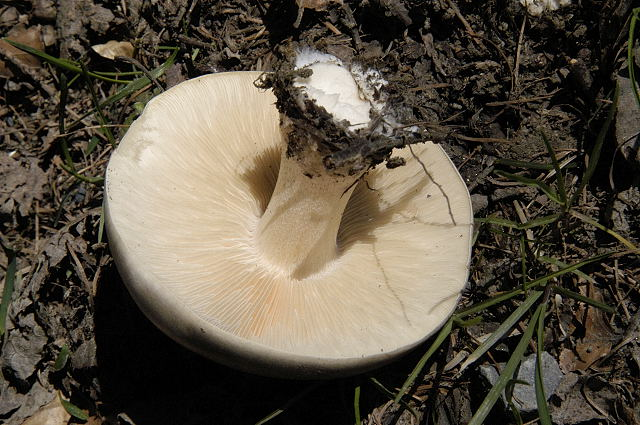
Lamellen
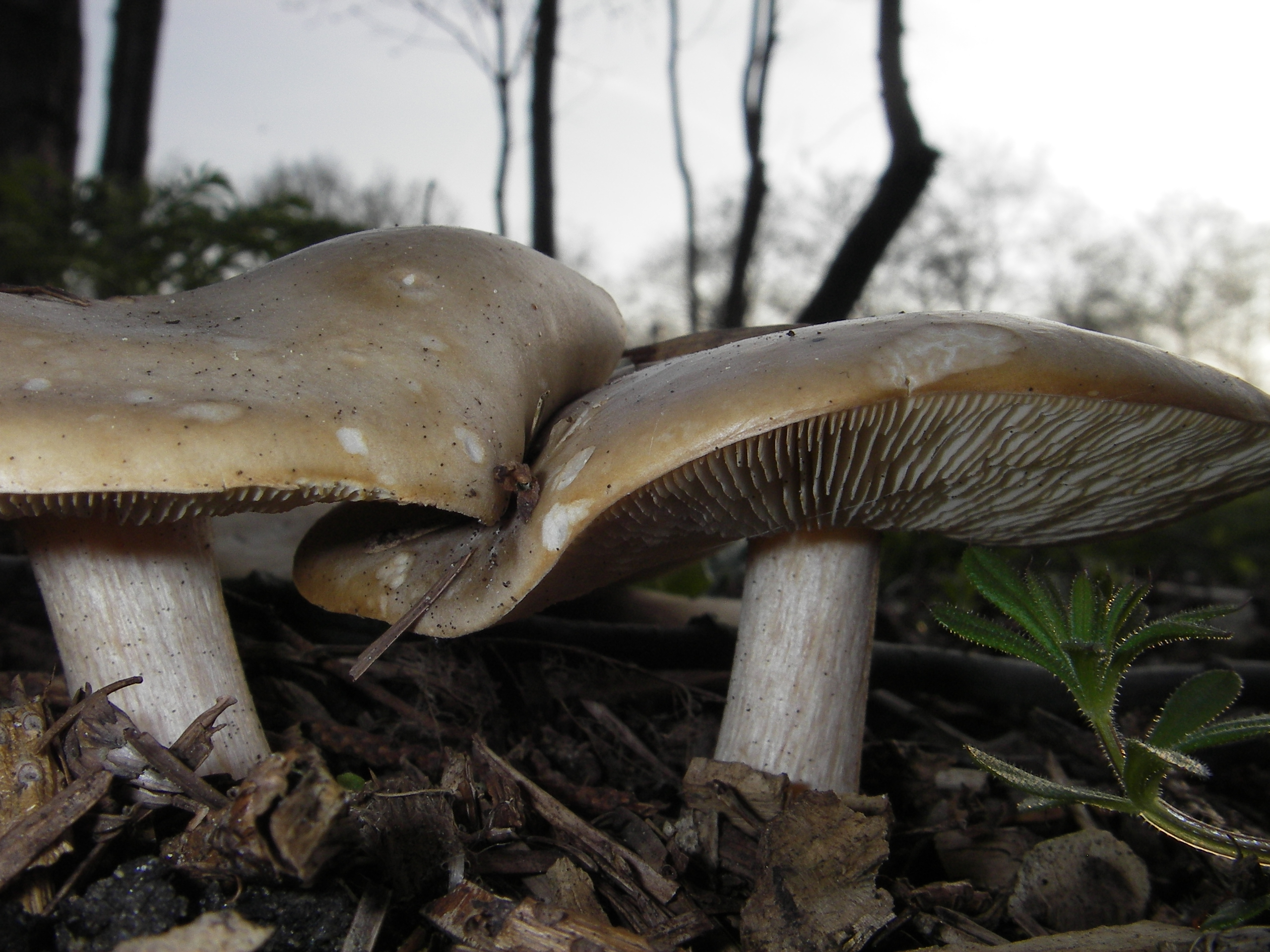
Zijaanzicht
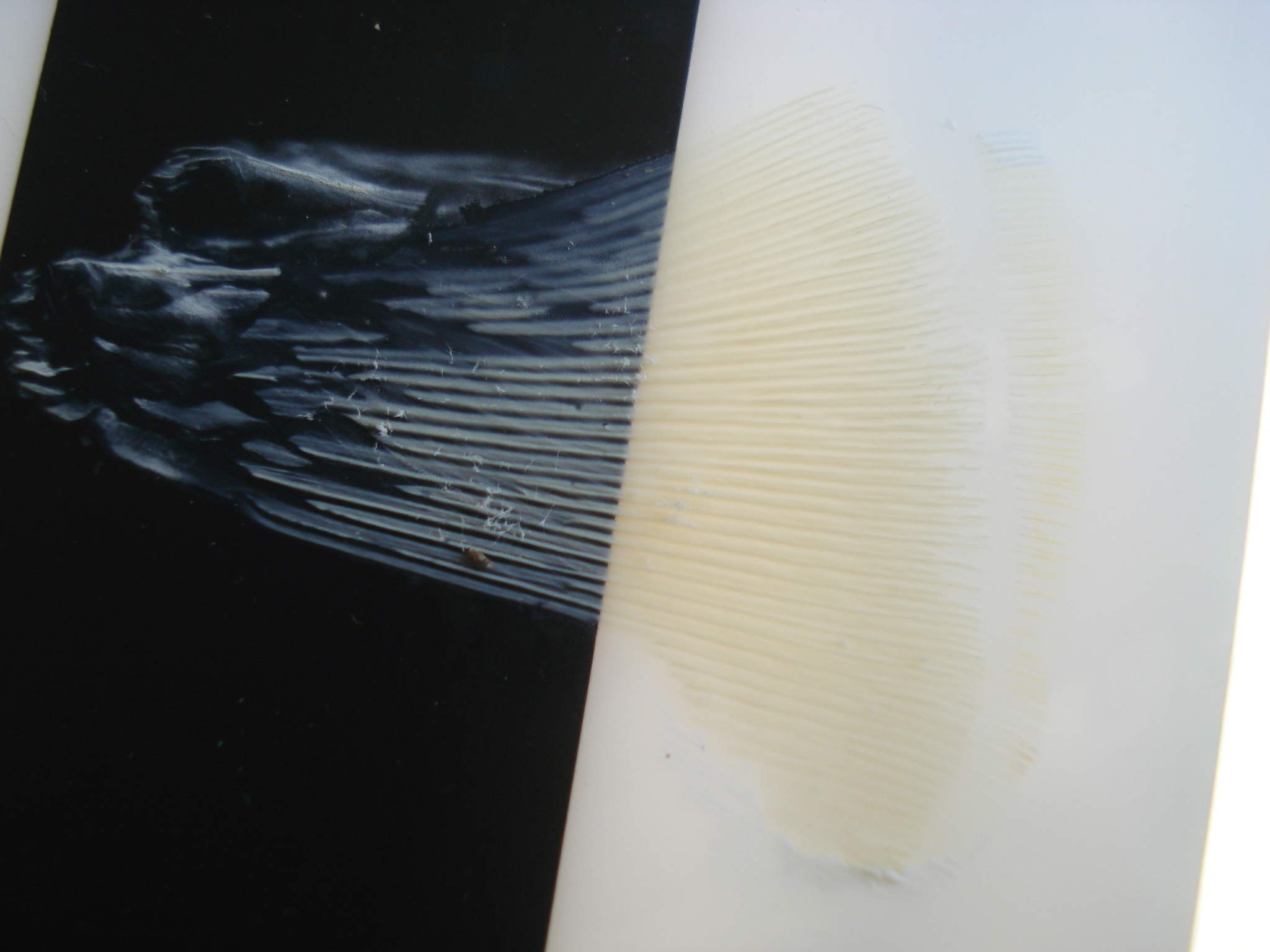
Sporenprint
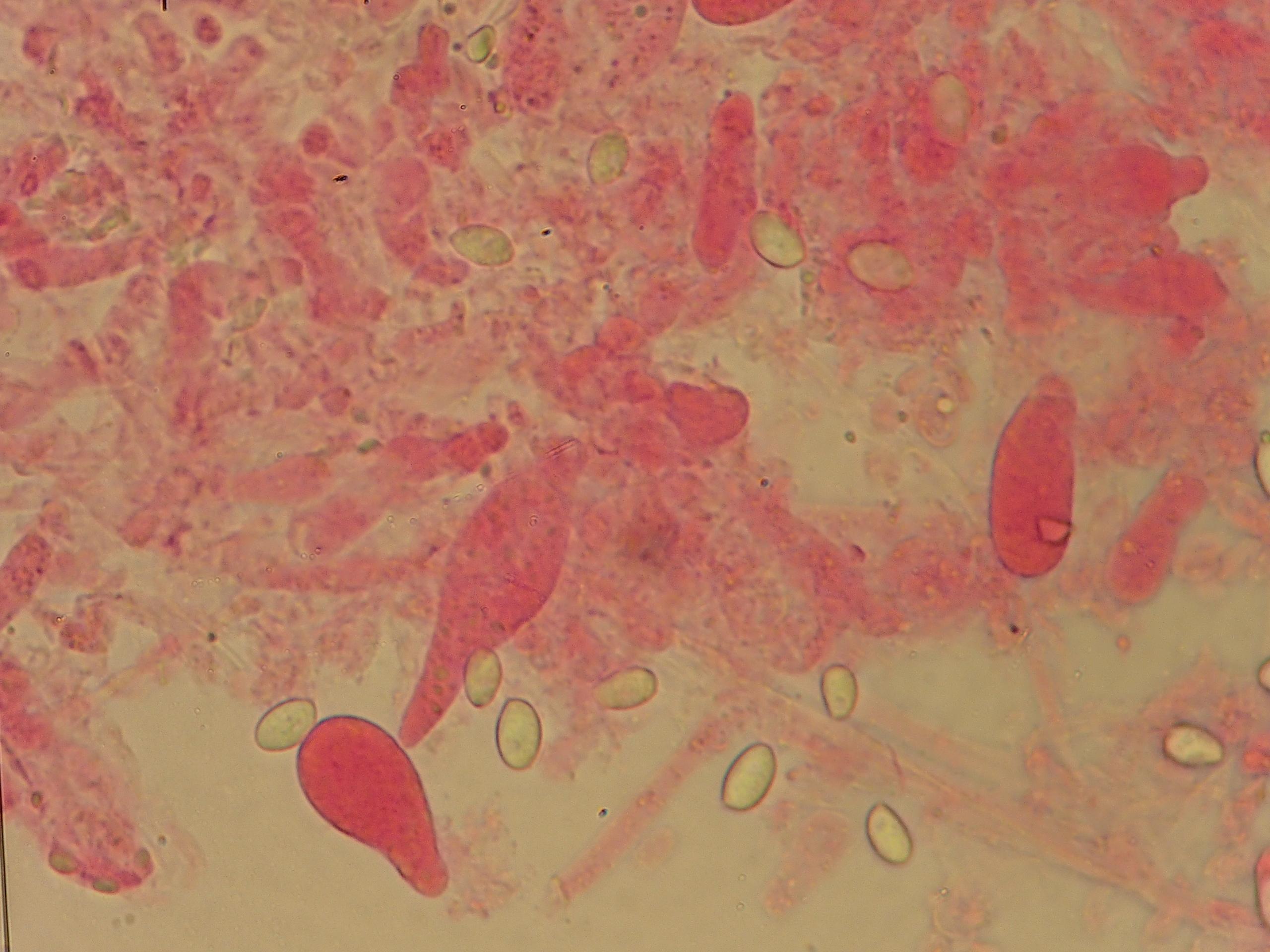
Sporen en cystiden